# Phaseolus xolocotzii
Phaseolus xolocotzii là một loài thực vật có hoa trong họ Đậu. Loài này được Delgado mô tả khoa học đầu tiên năm 2000.